# Enacrosoma javium
Enacrosoma javium är en spindelart som beskrevs av Levi 1996. Enacrosoma javium ingår i släktet Enacrosoma och familjen hjulspindlar. Inga underarter finns listade i Catalogue of Life.